# Mengystu Hajle Marjam
Mengystu Hajle Marjam (Mengistu Haile Mariam, amh. መንግስቱ ኃይለ ማርያም, ur. 21 maja 1937 w strefie Wolaita) – etiopski wojskowy i polityk komunistyczny, przywódca przewrotu wojskowego, który obalił cesarza Hajle Syllasje I. W latach 1977–1987 przewodniczący Dergu – rządzącej krajem junty wojskowej, od 10 września 1987 do 21 maja 1991 pierwszy prezydent Etiopii.

## Życiorys
Urodził się 21 maja 1937 roku w ubogiej rodzinie we wsi przy granicy z Sudanem. Jego ojciec, Hajle Marjam Wolde Ayana, pochodził z ludu Oromów i był wojskowym. Matka zmarła, gdy miał 8 lat, podczas kolejnego porodu. Po śmierci matki Mengystu i część jego rodzeństwa zamieszkali na kilka lat z babcią, następnie wrócił do ojca. Dzieciństwo i pochodzenie Mengystu było tematem wielu plotek, część z nich łączyła go nawet z rodziną królewską Etiopii. Niemniej jednak należał on do części społeczeństwa o ciemniejszym kolorze skóry – ludzie tacy byli dyskryminowani przez ówczesne elity Etiopii.
Jako młody człowiek zaciągnął się do armii. Obiecujący żołnierz zwrócił uwagę generała Amana Mikaela Andoma. Dzięki protekcji zyskał rangę sierżanta i został osobistym gońcem oficera. Podczas jednej z prowincjonalnych wizyt cesarza Hajle Syllasje I poznał monarchę osobiście. Kontakty umożliwiły Marjamowi naukę w akademii wojskowej w Holecie. Tamtejsza akademia była jedną z dwóch najbardziej prestiżowych uczelni militarnych w kraju. Studia zakończył w 1966 roku z rangą podporucznika. Po ukończeniu szkoły został wysłany do szkoły oficerskiej w Fort Leavenworth w Kansas. W USA doświadczył dyskryminacji rasowej, co skłoniło do przyjęcia silnie antyamerykańskiej postawy. Dyskryminację rasową w USA wiązał z dyskryminacją klasową w Etiopii.
Po powrocie do kraju szybko awansował, a w 1974 roku otrzymał stopień majora. Na początku lata tego samego roku powszechne niezadowolenie zaczęło destabilizować Etiopię. Kraj regularnie nawiedzały klęski głodu, a system gospodarczy oparty był na półniewolniczej pracy chłopów. Kryzys i przestarzałe struktury państwa pchały przedstawicieli młodego pokolenia w stronę politycznej lewicy. Także Mengystu znalazł się w gronie zradykalizowanych w tym czasie osób. W czerwcu wziął udział w zamachu stanu. Utworzony przez armię Komitet Koordynacyjny Sił Zbrojnych, znany potocznie jako Derg, początkowo działał jako jednostka dochodzeniowa, mająca wykorzenić korupcję; szybko jednak nabrał cech junty wojskowej. Derg przejmował zagraniczną własność poprzez nacjonalizację, a rodzinę królewską poddał izolacji. We wrześniu 1974 roku armia zdetronizowała cesarza.
Do pełnego obalenia rządu monarchistów doszło dopiero w listopadzie 1974 roku, kiedy to w wyniku powstania ludowego członkowie dotychczasowego rządu zostali poddani egzekucji. Od tego momentu Derg w pełni kontrolował sytuację w Etiopii. Rewolucyjny rząd zawiązał przymierze ze Związkiem Radzieckim i rozpoczął wdrażanie reform na zasadach marksizmu-leninizmu. W ramach przemian grunty ziemiaństwa zostały zajęte i poddane dystrybucji chłopstwu. Wszystkie gałęzie przemysłu zostały znacjonalizowane, a dotychczasowa biurokracja zdymisjonowana.
W lutym 1977 roku – już jako podpułkownik – Mengystu objął tekę przewodniczącego Dergu. Objęcie władzy przez Mengystu i radykalną frakcję Dergu umożliwił zamach stanu, w którym zginął dotychczasowy lider, Teferi Benti, oraz kilku innych członków junty. Już w trakcie pierwszego roku rządów ustanowił republikę socjalistyczną i przystąpił do kolektywizacji rolnictwa i nielicznych zakładów przemysłowych, co było przejawem modnej w krajach Trzeciego Świata ideologii leninowskiej. Marjam nie przyjął jednak tej ideologii, a jego rządy stanowiły klasyczną juntę wojskową. Dwa miesiące po przejęciu władzy zapowiedział początek trwającego do 1978 roku czerwonego terroru. Ofiarami czerwonego terroru padli przeciwnicy rewolucyjnego stylu rządów Dergu oraz przedstawiciele konkurencyjnych, cywilnych ugrupowań skrajnej lewicy (Partia Ludowo-Rewolucyjna Etiopii oraz Socjalistyczny Ruch Panetiopski). Niektóre elementy czerwonego terroru zostały zapożyczone z rewolucji kulturalnej Mao Zedonga w ChRL. Ocenia się, że w wyniku czerwonego terroru zginąć mogło 500 tysięcy osób. Mengystu uważał, że takie rozwiązanie było koniecznie do likwidacji w kraju feudalizmu i trybalizmu.
W trakcie rządów Mengystu musiał zmierzyć się z separatystami erytrejskimi (działającymi na długo przed rządami Dergu) oraz zbrojną opozycją, której działalność doprowadziła do wybuchu regularnej wojny domowej.
W lipcu 1977 roku kraj został najechany przez sąsiednią Somalię. Konflikt przeszedł do historii jako wojna w Ogadenie. Etiopia została wsparta przez ZSRR i Kubę. Konflikt zakończył się w 1978 roku zwycięstwem wojsk etiopskich. Konflikt odżył w czerwcu 1982 roku, kiedy rebelianci z ugrupowania Demokratycznego Frontu Ocalenia Somalii z etiopską pomocą przeprowadzili atak na Somalię, zajmując kilka miast. Wojna zakończyła się klęską wojsk etiopskich i somalijskich rebeliantów, z powodu militarnego wsparcia Somalii przez Stany Zjednoczone.
W 1979 roku utworzył komisję do zorganizowania Etiopskiej Partii Robotniczej, która w 1984 roku przeistoczyła się w Etiopską Partię Robotniczą. Formacja, na czele której stanął Mengystu, stała się rządzącą monopartią.
W 1983 roku wsparł i zezwolił na utworzenie baz sudańskich rebeliantów z Ludowej Armii Wyzwolenia Sudanu, toczących wojnę domową z tamtejszym rządem. Poparcie dla rebeliantów było m.in. odpowiedzią na wsparcie rządu Sudanu dla erytrejskich separatystów.
W 1986 roku uczestniczył w opracowaniu nowej konstytucji (zatwierdzonej w 1987 roku). Na mocy dokumentu utworzono państwo o nazwie Ludowo-Demokratyczna Republika Etiopii. W 1987 roku odbyły się wybory parlamentarne, a we wrześniu 1987 roku Mengystu został ogłoszony prezydentem republiki. Do końca lat 80. sytuacja kraju ulegała pogorszeniu. Długotrwała susza, połączona z porażką kampanii kolektywizacji, przyczyniła się do klęski głodu lat 1984–1985. Katastrofa humanitarna, połączona z sukcesami zbrojnej rebelii w północnych regionach Tigraju i w Erytrei, nieudanym puczem wojskowym z 1989 roku, czy wycofaniem radzieckiej pomocy, doprowadziła do klęski Mengystu w wojnie domowej. Tracący grunt pod nogami prezydent rozpoczął nieudany proces pokojowy, mający zahamować konflikt. W 1989 roku w Nairobi ruszyły rozmowy między rządem a partyzantami z Erytrei; w rozmowach udział wziął reprezentant Stanów Zjednoczonych, Jimmy Carter. Jeszcze w tym samym roku rząd Mengystu rozpoczął rozmowy w Rzymie z przywódcą Tigrajskiego Ludowego Frontu Wyzwolenia, Melesem Zenawi. Rozmowy okazały się bezowocne, a rebelianci kontynuowali kampanię partyzancką.
W maju 1991 roku, w obliczu zbliżającej się do stolicy ofensywy sił opozycyjnych zgrupowanych w sojuszu Etiopski Ludowo-Rewolucyjny Front Demokratyczny, podał się do dymisji i zbiegł do Zimbabwe, gdzie otrzymał azyl. Późniejsze władze etiopskie bezskutecznie nalegały na rząd Zimbabwe, aby ten wydał im Mengystu oskarżanego o zbrodnie ludobójstwa. 11 stycznia 2007 roku sąd w Etiopii uznał Mengystu winnego zarzucanych mu zbrodni i skazał go zaocznie na dożywocie. 26 maja 2008 roku wraz z 17 współpracownikami został zaocznie skazany na karę śmierci za popełnienie zbrodni ludobójstwa.